# Општина Лалошу (Валча)
Лалошу (рум. Laloşu) општина је у Румунији у округу Валча.
Oпштина се налази на надморској висини од 161 m.